# Латаття біле

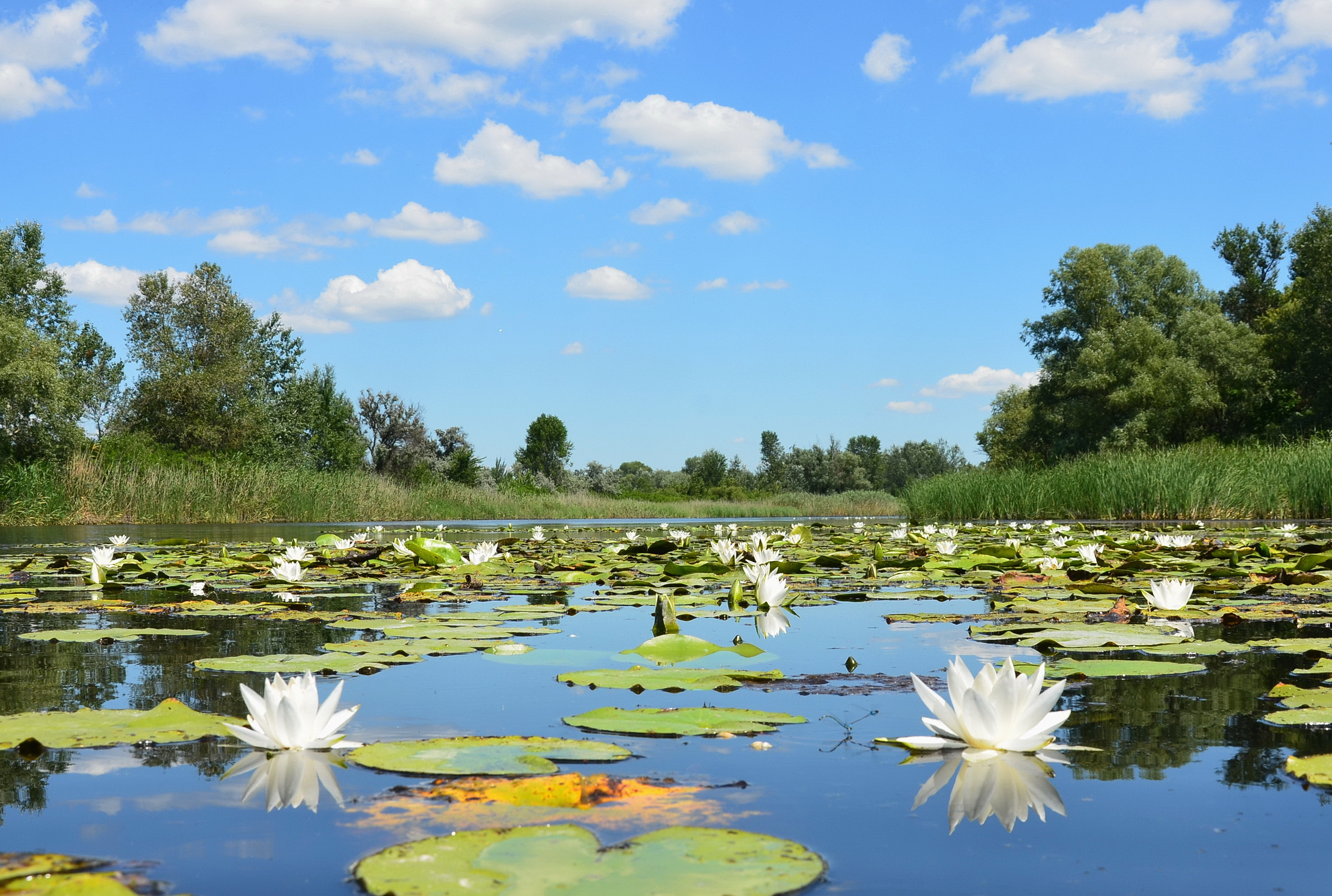
Кінець червня на р. Оріль

Лата́ття бі́ле (Nymphaea alba) — багаторічна водяна трав'яниста кореневищна рослина родини лататтєвих. Поширена практично по всій території України у спокійних мілких водоймах.

## Біологічні характеристики

### Загальний опис
Водяна рослина. Біле латаття росте у водоймах із повільною течією, до дна прикріплюється великим міцним кореневищем товщиною до 10 см, вкритим бурими лусками. Від нього на поверхню води на довгих черешках піднімаються плаваючі великі цілісні листки овальної форми з серцеподібною основою.

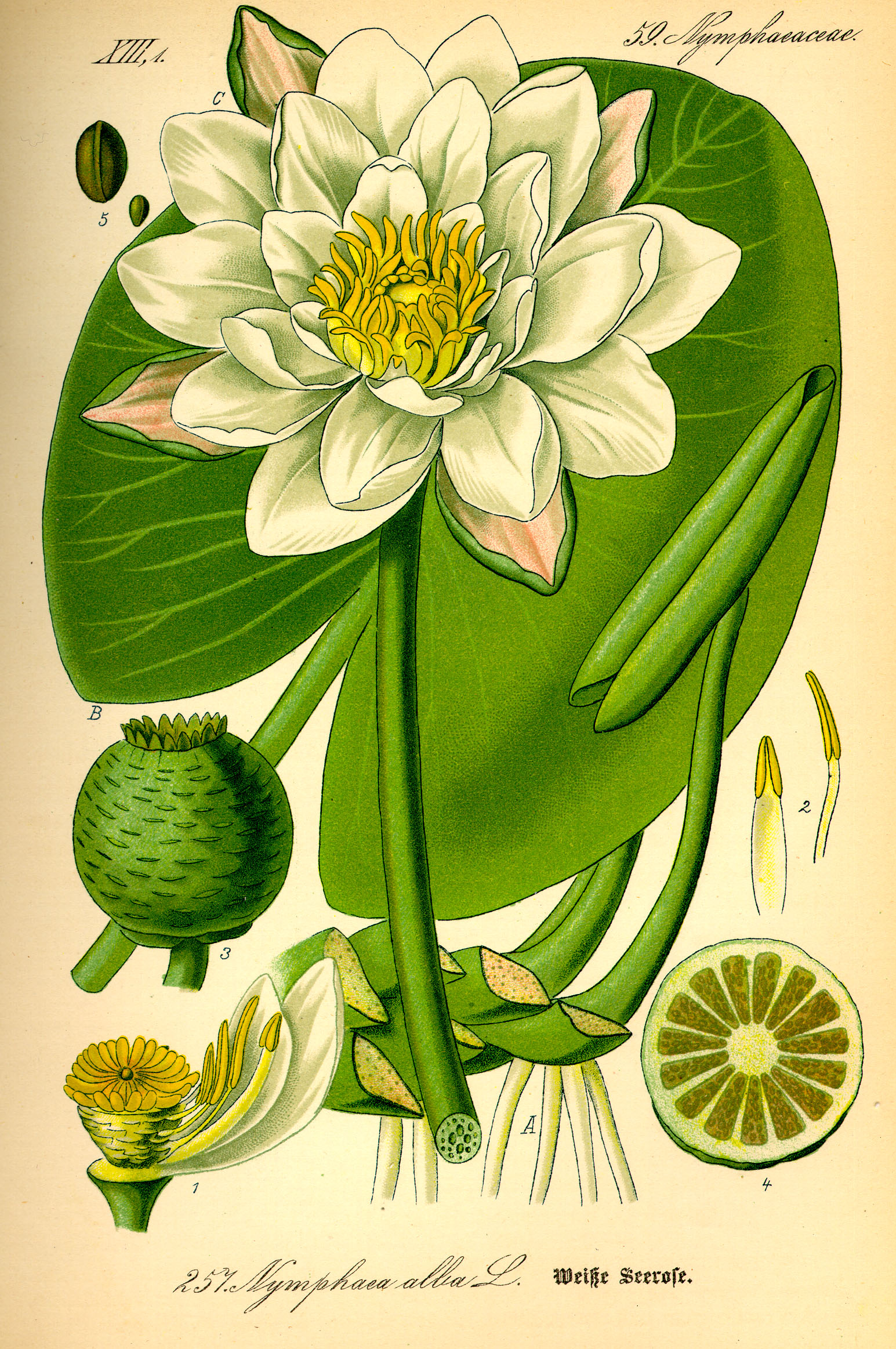

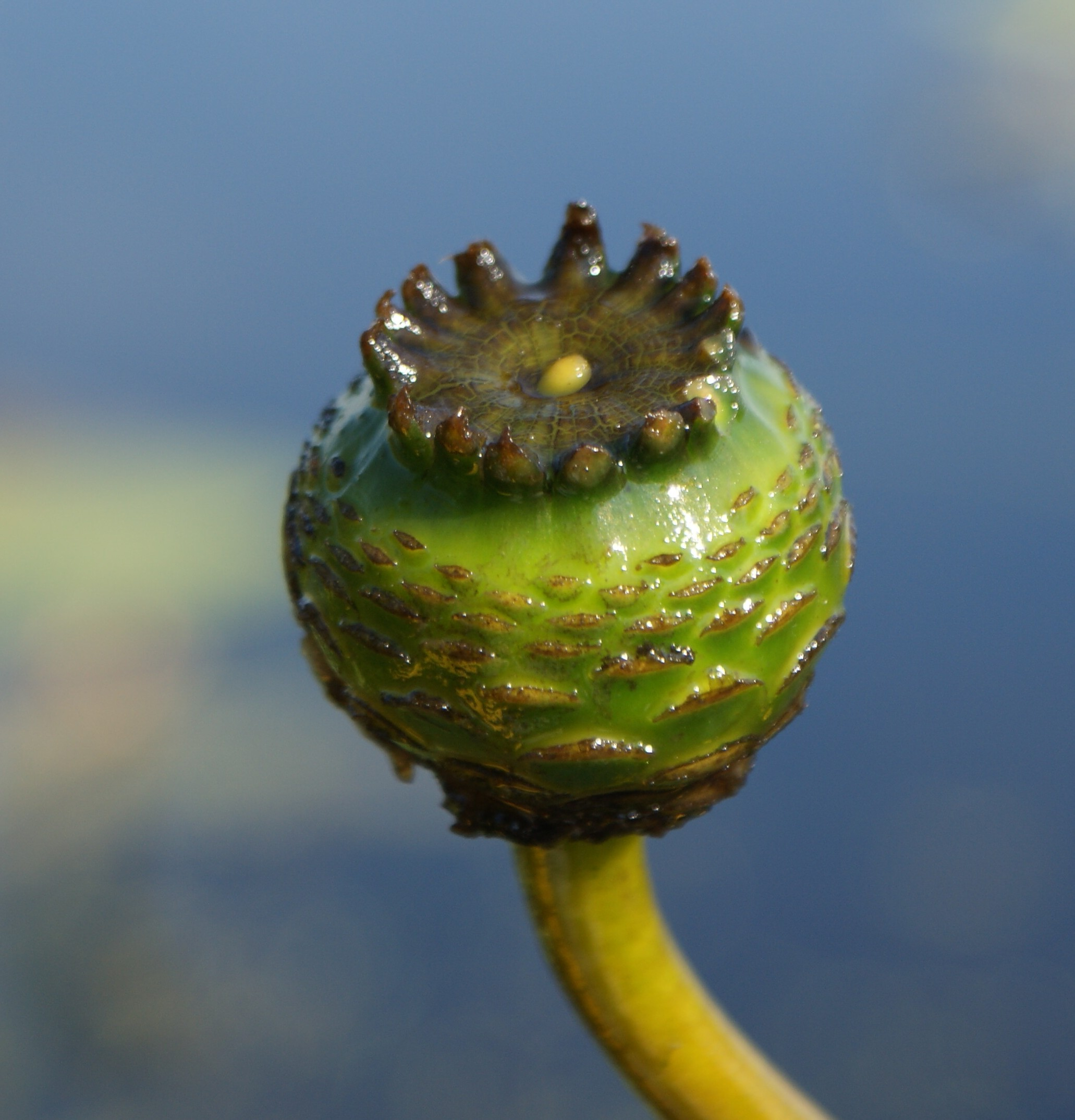

Листки довгочерешкові, цілокраї, плаваючі, серцеподібно-овальні до 30 см завдовжки. Квітки двостатеві, правильні, великі, до 16 см у діаметрі. Пелюстки білі, трохи довші за чашолистки, до центру зменшуються і поступово переходять у тичинки. Цвіте у червні — серпні. Плід — ягодоподібний, зелений, багатонасінний, його поверхня вкрита рубцями. Достигає у серпні — вересні.
Великі красиві квітки сидять по одній на кінцях довгих бурих квітконіжок, що, як і черешки листя, відходять від кореневища. Черешки і квітконіжки дуже міцні й еластичні. Всі частини квітки розміщуються по спіралі. Віночок з численних білих пелюсток оточений зеленими (із зовнішнього боку) і білуватими (з внутрішнього) чашолистками. Пелюстки зменшуються до середини. У центрі квітки численні тичинки з довгими жовтими пиляками. В самій середині — маточка з жовтогарячою приймочкою. Квіти на ніч ховаються у воду, але вранці спливають на поверхню у вигляді великих овальних бутонів, які через деякий час поволі розкриваються. О 5—6-й годині вечора квіти починають поволі закриватися і опускатися у воду.
Блискучі, глянсуваті листки латаття зверху покриті восковим нальотом і не змочуються водою. Обірвані черешки піднімаються на поверхню і плавають. Молоде листя, що не досягає поверхні води, згорнуте в трубку.
Кінчики пелюсток латаття виділяють нектар. Їх відвідують жуки, мухи і бджоли. Комахи переносять пилок з квітки на квітку, запилюючи маточки. Після запилення квітка в'яне і виростає плід з чорним насінням. Підсмажене насіння латаття можна вживати як замінник кави. Квіти медоносні, крім запилення комахами, можливе й самозапилення.
Насіння має повітряні мішки і плаває. Оболонку насіння білого латаття їдять птахи і риби, які сприяють його поширенню. Повітря з оболонки поступово виходить, і тоді насіння опускається на дно. водяні курочки та інші птахи, поїдаючи насіння, можуть переносити його в інші водойми. Кореневища здатні запасати крохмаль. 

## Поширення і екологія

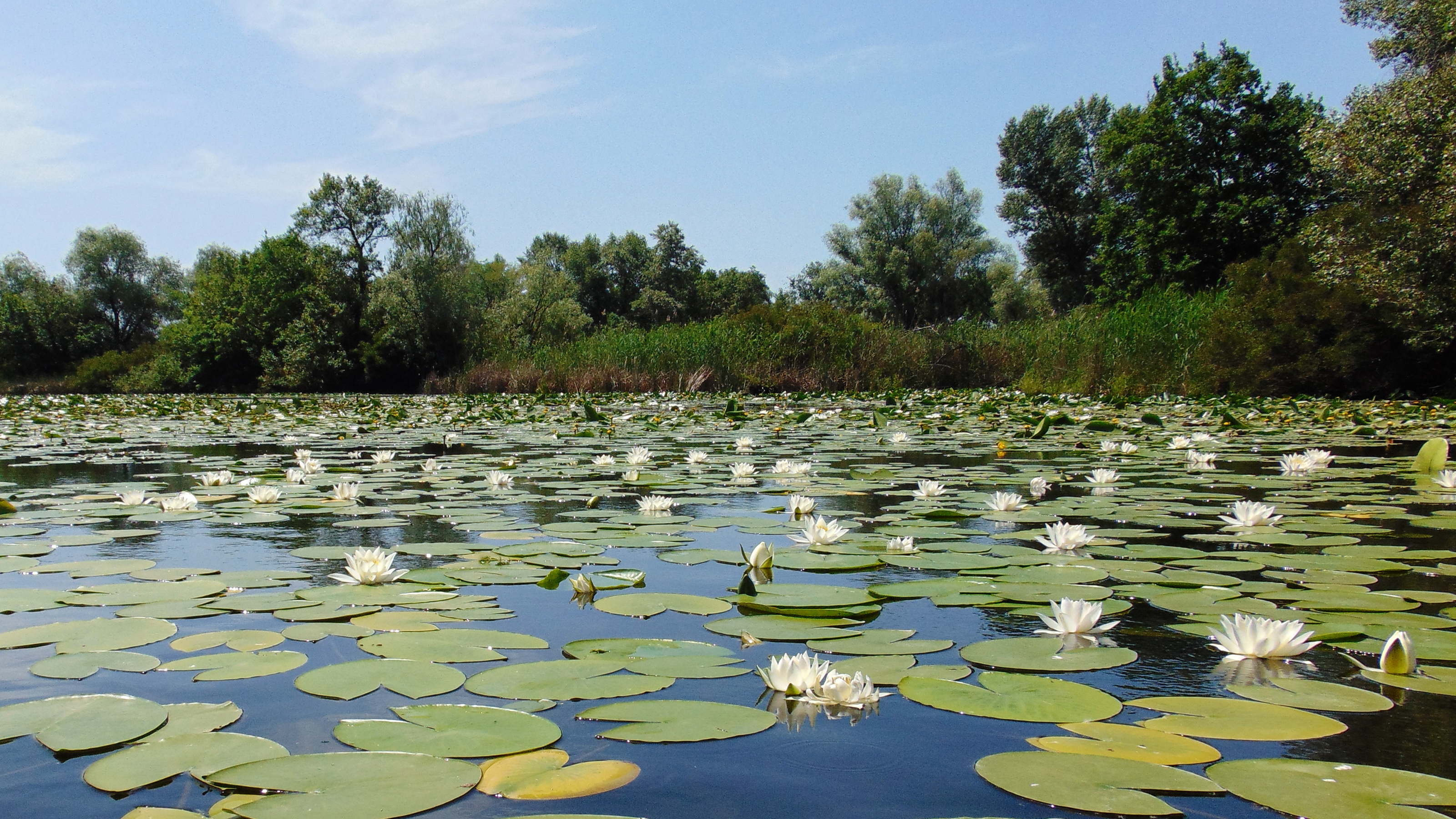
У Дніпровських плавнях

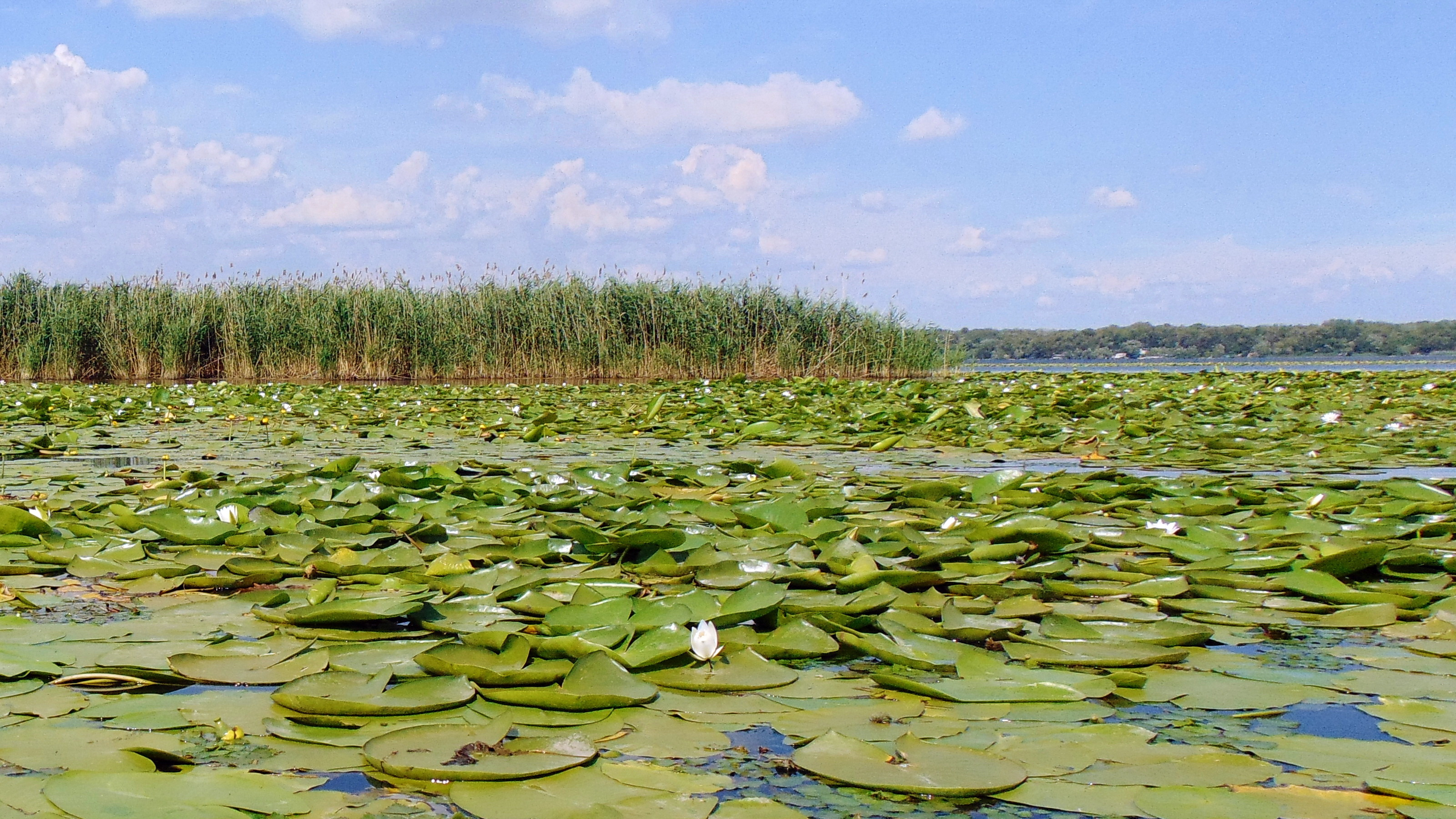
Формація латаття білого. Каховське водосховище

Росте в стоячих водоймах та водоймах з повільною течією. При пересиханні водойм листя латаття відмирає, але кореневище продукує нові листки при покращенні зволоження.

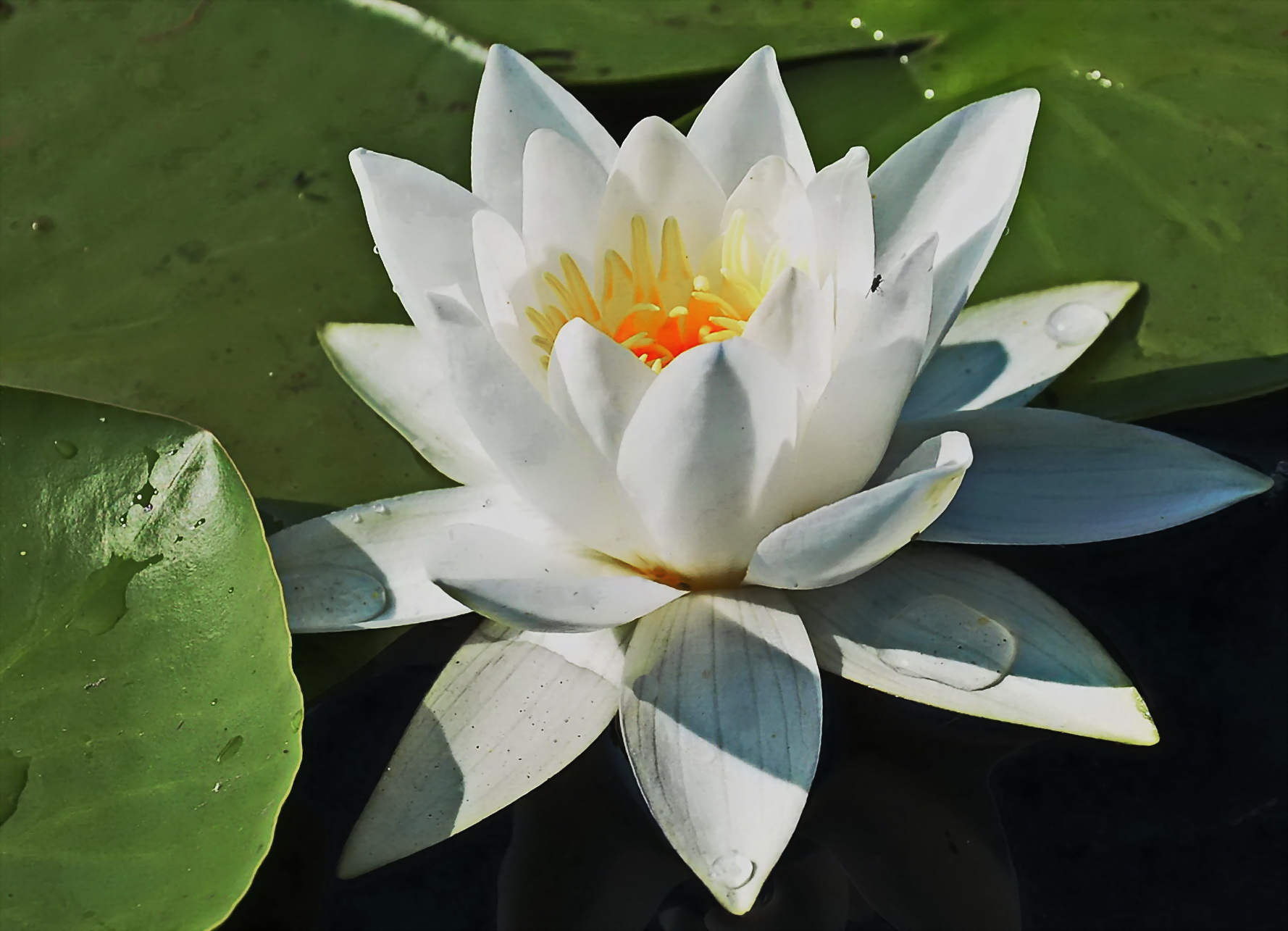
Латаття біле

## Охоронний статус
В Україні вид перебуває під охороною — його занесено до переліків регіонально рідкісних рослин Дніпропетровської, Донецької, Закарпатської, Івано-Франківської, Київської, Луганської, Львівської, Миколаївської, Одеської, Полтавської, Сумської, Тернопільської, Харківської, Херсонської, Чернівецької областей і м.Київ.
Формація латаття білого (Nymphaeeta albae) занесена до Зеленої книги України (3 категорія охорони, статус угруповання «рідкісні»).
Природні популяції виду скорочуються головним чином через гідромеліоративні роботи в долинах річок, несталий режим водосховищ, забруднення водойм та неконтрольований збір рослин.
Охороняється в Дунайському БЗ, Канівському ПЗ, Дніпровсько-Орільському ПЗ, Рівненському ПЗ, НПП «Прип'ять–Стохід», Шацькому НПП, Деснянсько-Старогутському НПП, Національному заповіднику «Хортиця», НПП «Великий Луг» (Запорізька обл.), РЛП «Кременчуцькі плавні» (Полтавська обл.), РЛП «Сеймський» (Сумська обл.), РЛП «Печенізьке поле» (Харківська обл.), ландшафтних заказниках загальнодержавного значення «Козинський» (Київська обл.), «Білецьківські плавні» (Полтавська обл.), «Середньо-Сеймський» (Сумська обл.).

## Практичне значення

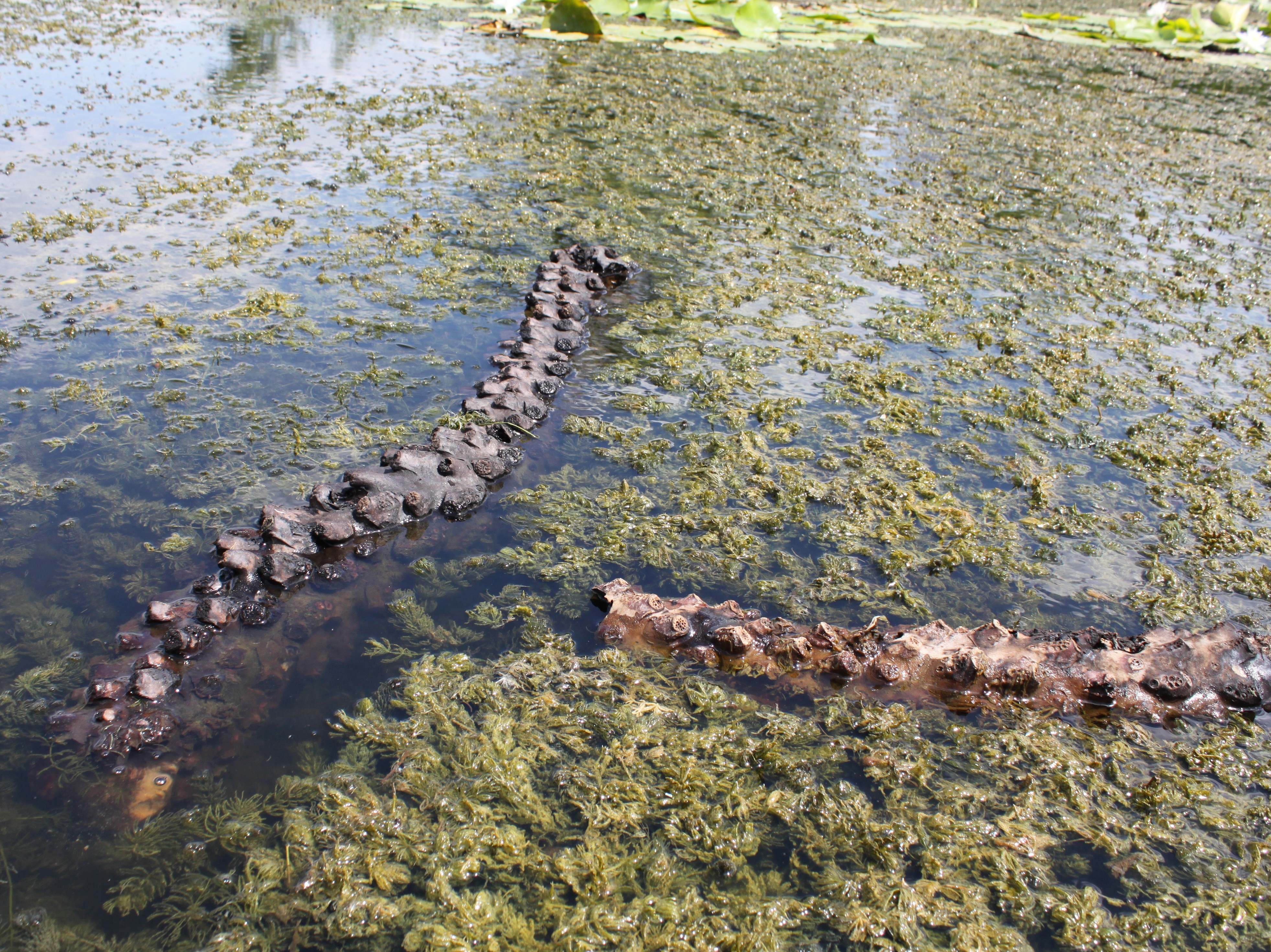
Старі кореневища латаття білого

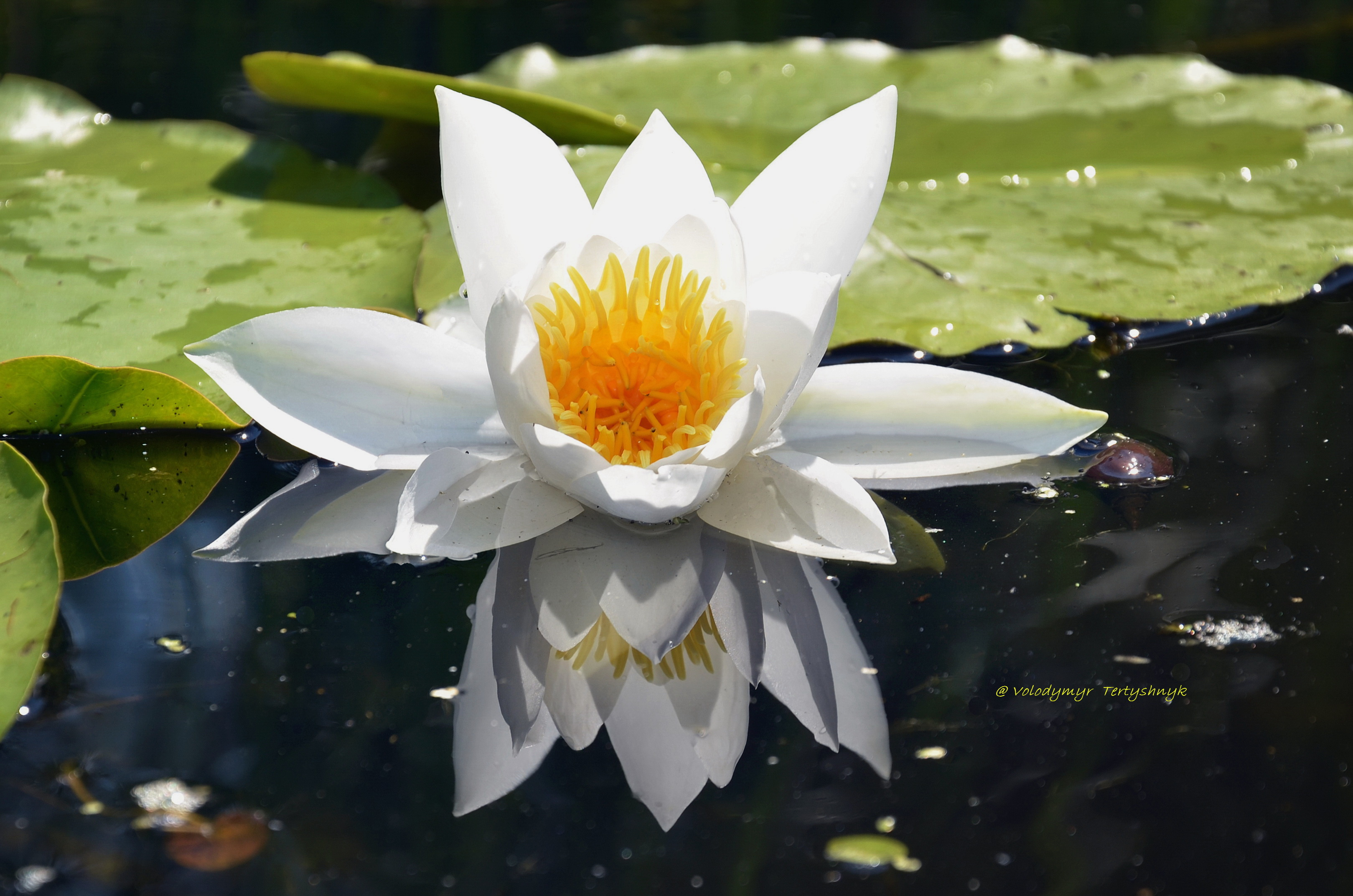
Латаття біле не р. Оріль

Кореневище білого латаття містить багато поживних речовин: крохмалю 49 відсотків, білка 8 відсотків і цукру до 20 відсотків. В кореневищі латаття міститься багато дубильних речовин, що оберігають його від гниття у воді. З кореневища можна отримати борошно.
Для виготовлення лікарських форм заготовляють кореневища, квітки і листя. Листя збирають під час цвітіння рослини, кореневища виривають від початку цвітіння і до похолодання. Кореневище містить алкалоїди (німфеїн), флавоноїди, дубильні речовини, вітаміни (А, В, С), органічні кислоти. У пелюстках квіток є флавоноїди (кемпферол, кверцетин); у насінні — дубильні речовини, карденолід, німфалін, жирна олія.

### У харчуванні
Кореневище білого латаття їстівне, нагадує смаком їстівний каштан. Перед приготуванням його вимочують у воді, кілька разів міняючи її. З корневища вимиваються дубильні речовини, а після варіння чи смаження повністю зникає гіркуватий присмак.

## Латаття в культурі

### Монети та марки

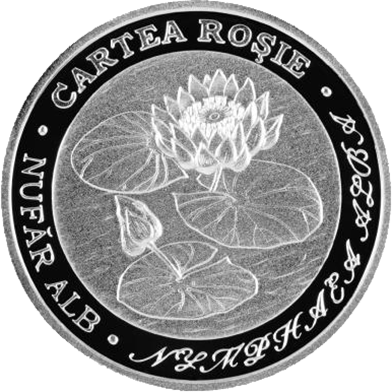
Монета 10 лей (Молдова)
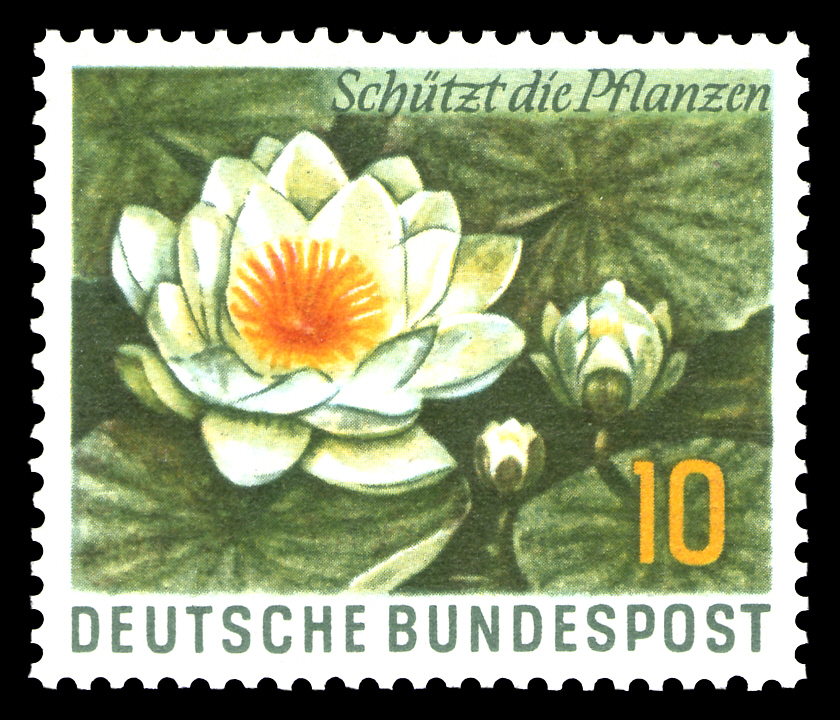
Поштова марка (Німеччина)
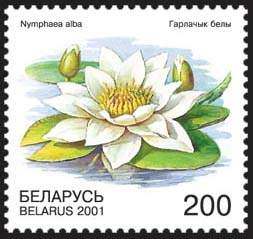
Поштова марка (Білорусь)
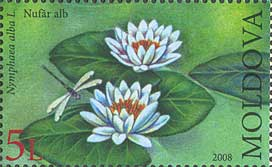
Поштова марка (Молдова)
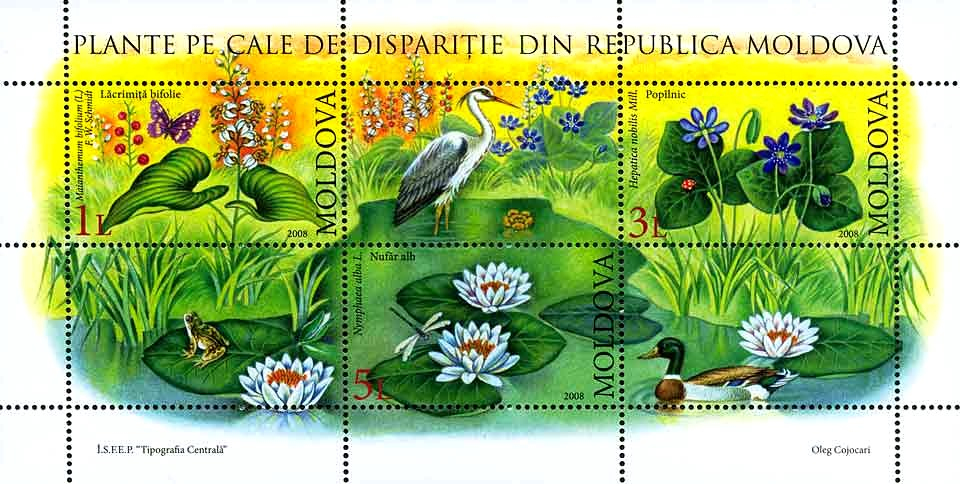
Поштовий блок (Молдова)

## Близькі види
Другий в Україні вид цього роду — латаття сніжно-біле (Nymphaea candida) — зустрічається порівняно рідко (за винятком Волинського Полісся). Підлягає охороні на території м. Києва та занесений до Зеленої книги.